# Statický výpočet
Statický výpočet nebo také statický posudek (slangově staťák) je dokument, který jasně prokazuje, že veškeré silové účinky na dané konstrukce a jejich části, odpovídají a jsou v souladu s požadavky platných norem a dalších předpisů a standardů odpovídajících nejnovějšímu stavu poznání. Statický výpočet většinou zpracovává statik. Statické posudky určené pro potřeby stavebního úřadu, musejí být opatřeny otiskem kulatého autorizačního razítka a podpisem autorizované osoby.

## Účel statického výpočtu
Účelem statického výpočtu je navržení a zejména posouzení nosné konstrukce s ohledem na bezpečnost (únosnost, stabilitu), použitelnost (např. maximální deformace z hlediska výskytu staticky nevýznamných, ale esteticky a pocitově nevyhovujících průhybů, trhlinek a jiných vad), ale také s ohledem na životnost (trvanlivost) a hospodárnost konstrukce. Statický výpočet slouží nejčastěji jako nezbytná součást stavebních projektových dokumentací v různých stupních, čemuž odpovídá rozsah a detailnost jeho zpracování. Pokud je to nutné, obsahuje statický výpočet i posouzení dynamických účinků na konstrukci a může zahrnovat i výsledky zkoušek a měření na skutečných konstrukcích či jejich modelech.

## Rozsah statického výpočtu
Statické výpočty jsou zhotovovány pro jednotlivé stupně stavebních řízení a odpovídající fáze výstavby v odpovídajícím rozsahu.
- Pro účely územního řízení je zhotovován zjednodušený posudek, zjišťující celkovou proveditelnost stavby, například s ohledem na zásahy do sousedních pozemků během jejího zhotovování. V tomto stupni nemusí být určen ani konkrétní typ nosného systému stavby, ani materiál a dimenze hlavních nosných konstrukcí. Vzhledem ke konkrétnímu umístění stavby mohou být určeny základní parametry klimatických zatížení jako sněhová oblast a větrová oblast a podle účelu stavby i hodnoty užitných zatížení.
- Dalším stupněm, ve kterém se zpracovává odpovídající statický výpočet je dokumentace pro stavební povolení či dokumentace pro ohlášení stavby. Rozsah je určen přílohami vyhlášky č. 499/2006 Sb. o dokumentaci staveb. V této fázi již musí být znám funkční návrh stavby včetně druhu všech zatížení působících na konstrukční části i stavbu jako celek. Výpočet specifikuje typ a rozměry všech nosných konstrukcí, jejich materiály, dimenze průřezů, vyztužení železobetonových konstrukcí atd. Je posuzována zejména únosnost a stabilita jednotlivých prvků konstrukce, jejich použitelnost, také s ohledem na trvanlivost a hospodárnost.
- Pokud byly ve stavebním řízení ze strany stavebního úřadu vzneseny požadavky na menší změny či úpravy některých konstrukcí, zahrne se jejich statické posouzení do výpočtu pro dokumentaci pro provedení stavby. Takový výpočet již musí obsahovat řešení a posouzení všech detailů, konstrukčních spojů, postupů výstavby s ohledem na statické zajištění v jednotlivých fázích montáže, polohy dočasných podpěr a jejich dimenze.
- V případě výskytu závažnějších poruch či vad na stávající stavební konstrukci se zhotovuje posudek stávajícího stavu, který ověřuje zejména bezpečnost nově vzniklého stavu a případně navrhuje postup opatření k jejímu zajištění. Podkladem pro takový posudek je buď dochovaná projektová dokumentace stavby nebo údaje získané průzkumem.

## Náležitosti statického výpočtu
Statický výpočet má být úplný, podrobný, logický, přehledný a kontrolovatelný. V nejširším smyslu by měl obsahovat titulní stranu s informacemi o stavbě či konstrukci, které se týká, o stupni dokumentace, autorovi, počtu stran a pro účely řízení autorizační razítko s podpisem autorizované osoby. Dále by měl obsahovat specifikaci použitých norem, předpisů, literatury a použitých podkladů, specifikaci veškerých zatížení a všech předpokladů výpočtu, posouzení (případně i návrh) jednotlivých konstrukčních částí v logickém sledu, od zatěžujících po zatížené, i posouzení stability stavby jako celku a specifikaci technologických postupů. Pro přehlednost je vhodné uvést rekapitulaci posouzených konstrukcí a závěr, shrnující výsledky posudku.